# Pflegamt Reicheneck

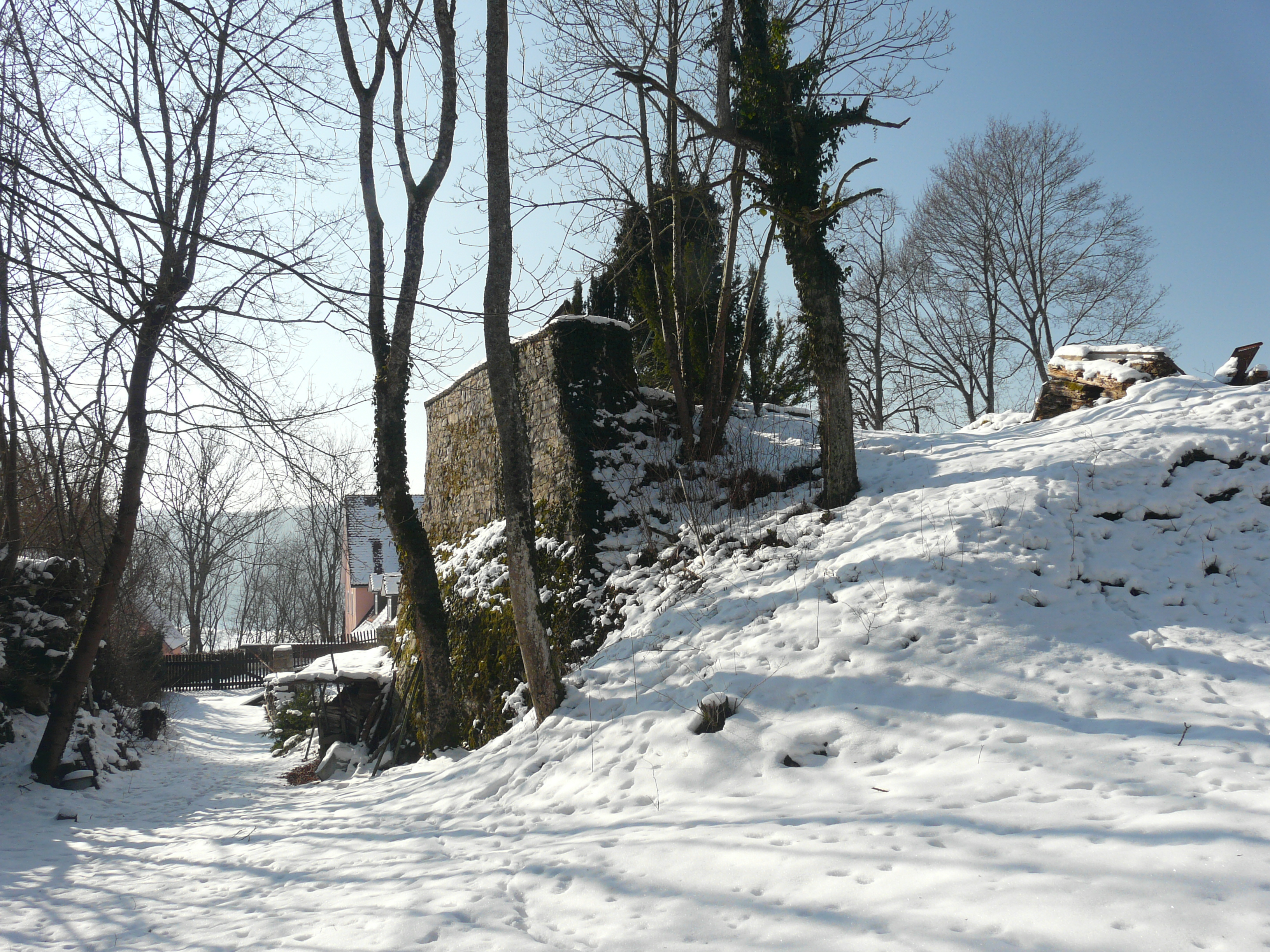
Mauerreste der Burg Reicheneck, dem einstmaligen Sitz des Pflegamtes

Das Pflegamt Reicheneck war eines der zeitweise mehr als ein Dutzend Pflegämter umfassenden Gebiete, mit denen die Reichsstadt Nürnberg die Verwaltung ihres Territorialbesitzes organisiert hatte. Den Amtssitz des Pflegamtes bildete die Burg Reicheneck, die damit auch namensgebend für dieses Verwaltungsgebietes war.